# Hemiceras semililacea
Hemiceras semililacea är en fjärilsart som beskrevs av Paul Dognin 1923. Hemiceras semililacea ingår i släktet Hemiceras och familjen tandspinnare. Inga underarter finns listade i Catalogue of Life.